# Temporada 2013-14 de la NBA Development League
La Temporada 2013-14 de la NBA Development League es la decimotercera temporada de la NBA D-League, la liga de desarrollo de la NBA. Toman parte 17 equipos, configurándose tres divisiones, Central, Este y Oeste, disputando una fase regular de 50 partidos cada uno. Los Utah Flash, después de dos años de inactividad, son transferidos a Newark (Delaware), convirtiéndose en los Delaware 87ers.

## Equipos participantes
| - Austin Toros - Bakersfield Jam - Canton Charge - Delaware 87ers - Erie BayHawks - Fort Wayne Mad Ants - Idaho Stampede - Iowa Energy - Los Angeles D-Fenders |  | - Maine Red Claws - Reno Bighorns - Rio Grande Valley Vipers - Santa Cruz Warriors - Sioux Falls Skyforce - Springfield Armor - Texas Legends - Tulsa 66ers |

## Temporada regular
| Equipo                  | V  | P  | PCT  | PV |
| ----------------------- | -- | -- | ---- | -- |
| Fort Wayne Mad Ants (1) | 34 | 16 | 68,0 | –  |
| Canton Charge (7)       | 28 | 22 | 56,0 | 6  |
| Springfield Armor       | 22 | 28 | 44,0 | 12 |
| Maine Red Claws         | 19 | 31 | 38,0 | 15 |
| Erie BayHawks           | 16 | 34 | 32,0 | 18 |
| Delaware 87ers          | 12 | 38 | 24,0 | 22 |

| Equipo                       | V  | P  | PCT  | PV |
| ---------------------------- | -- | -- | ---- | -- |
| Iowa Energy (3)              | 31 | 19 | 62,0 | -  |
| Sioux Falls Skyforce (4)     | 31 | 19 | 62,0 | -  |
| Rio Grande Valley Vipers (5) | 30 | 20 | 60,0 | 1  |
| Texas Legends                | 24 | 26 | 48,0 | 7  |
| Tulsa 66ers                  | 24 | 26 | 48,0 | 7  |
| Austin Toros                 | 19 | 31 | 38,0 | 12 |

| Equipo                    | V  | P  | PCT  | PV |
| ------------------------- | -- | -- | ---- | -- |
| Los Angeles D-Fenders (2) | 31 | 19 | 62,0 | -  |
| Santa Cruz Warriors (6)   | 29 | 21 | 58,0 | 2  |
| Reno Bighorns (8)         | 27 | 23 | 54,0 | 4  |
| Idaho Stampede            | 24 | 26 | 48,0 | 7  |
| Bakersfield Jam           | 24 | 26 | 48,0 | 7  |

## Playoffs
|  | 1.ª ronda (8–15 de abril) | 1.ª ronda (8–15 de abril) | 1.ª ronda (8–15 de abril) |                   |   | 2.ª ronda (17–21 de abril) | 2.ª ronda (17–21 de abril) | 2.ª ronda (17–21 de abril) |  |   | Finales (24–28 de abril) | Finales (24–28 de abril) | Finales (24–28 de abril) |  |
|  |                           |                           |                           |                   |   |                            |                            |                            |  |   |                          |                          |                          |  |
|  |                           |                           |                           |                   |   |                            |                            |                            |  |   |                          |                          |                          |  |
|  | 1                         | Fort Wayne*               | 2                         |                   |   |                            |                            |                            |  |   |                          |                          |                          |  |
|  | 1                         | Fort Wayne*               | 2                         |                   |   |                            |                            |                            |  |   |                          |                          |                          |  |
|  | 8                         | Reno                      | 0                         |                   |   |                            |                            |                            |  |   |                          |                          |                          |  |
|  | 8                         | Reno                      | 0                         |                   | 1 | Fort Wayne*                | 2                          |                            |  |   |                          |                          |                          |  |
|  |                           |                           |                           |                   | 1 | Fort Wayne*                | 2                          |                            |  |   |                          |                          |                          |  |
|  |                           |                           | 4                         | Sioux Falls       | 0 |                            |                            |                            |  |   |                          |                          |                          |  |
|  | 4                         | Sioux Falls               | 4                         | Sioux Falls       | 0 | 2                          |                            |                            |  |   |                          |                          |                          |  |
|  | 4                         | Sioux Falls               |                           |                   |   |                            |                            |                            |  |   |                          |                          |                          |  |
|  | 7                         | Canton                    | 1                         |                   |   |                            |                            |                            |  |   |                          |                          |                          |  |
|  | 7                         | Canton                    | 1                         |                   |   |                            |                            |                            |  | 1 | Fort Wayne*              | 2                        |                          |  |
|  |                           |                           |                           |                   |   |                            |                            |                            |  | 1 | Fort Wayne*              | 2                        |                          |  |
|  |                           |                           | 6                         | Santa Cruz        | 0 |                            |                            |                            |  |   |                          |                          |                          |  |
|  | 2                         | Los Angeles*              | 6                         | Santa Cruz        | 0 | 0                          |                            |                            |  |   |                          |                          |                          |  |
|  | 2                         | Los Angeles*              |                           |                   |   |                            |                            |                            |  |   |                          |                          |                          |  |
|  | 6                         | Santa Cruz                | 2                         |                   |   |                            |                            |                            |  |   |                          |                          |                          |  |
|  | 6                         | Santa Cruz                | 2                         |                   | 6 | Santa Cruz                 | 2                          |                            |  |   |                          |                          |                          |  |
|  |                           |                           |                           |                   | 6 | Santa Cruz                 | 2                          |                            |  |   |                          |                          |                          |  |
|  |                           |                           | 5                         | Rio Grande Valley | 1 |                            |                            |                            |  |   |                          |                          |                          |  |
|  | 3                         | Iowa*                     | 5                         | Rio Grande Valley | 1 | 1                          |                            |                            |  |   |                          |                          |                          |  |
|  | 3                         | Iowa*                     |                           |                   |   |                            |                            |                            |  |   |                          |                          |                          |  |
|  | 5                         | Rio Grande Valley         | 2                         |                   |   |                            |                            |                            |  |   |                          |                          |                          |  |
|  | 5                         | Rio Grande Valley         | 2                         |                   |   |                            |                            |                            |  |   |                          |                          |                          |  |
|  |                           |                           |                           |                   |   |                            |                            |                            |  |   |                          |                          |                          |  |

### Cuartos de final
| 8 de abril de 2014 | Rio Grande Valley Vipers                                     | 146–135                               | Iowa Energy                                                               | |  |
| 8:00 p. m. ET      | Parciales: 38–38, 40–33, 36–29, 32–35                        | Parciales: 38–38, 40–33, 36–29, 32–35 | Parciales: 38–38, 40–33, 36–29, 32–35                                     | |  |
|                    | Estadísticas Darius Morris 29 Dario Hunt 10 Darius Morris 11 | Reporte Pts Reb Asts                  | Estadísticas Patrick Christopher 32 Jackie Carmichael 10 Curtis Stinson 8 | Pabellón: State Farm Arena, Hidalgo, Texas Asistencia: 4,130 espectadores Árbitros: * #20 Sir Allen Conner - #11 Lauren Holtkamp - #29 Jaston Carter |  |

| 10 de abril de 2014 | Canton Charge                                                | 99–86                                 | Sioux Falls Skyforce                                        | |  |
| 7:00 p. m. ET       | Parciales: 26–28, 24–20, 19–21, 30–17                        | Parciales: 26–28, 24–20, 19–21, 30–17 | Parciales: 26–28, 24–20, 19–21, 30–17                       | |  |
|                     | Estadísticas Shane Edwards 29 Arinze Onuaku 19 Will Cherry 9 | Reporte Pts Reb Asts                  | Estadísticas Craig Smith 24 Liggins, Oriakhi 5 Tre Kelley 5 | Pabellón: Canton Memorial Civic Center, Canton, Ohio Asistencia: 2,875 espectadores Árbitros: * #33 Justin Van Duyne - #62 Jeff Wooten - #12 Scott Bolnick |  |

| 10 de abril de 2014 | Santa Cruz Warriors                                         | 140–127                               | Los Angeles D-Fenders                                                      | |  |
| 9:30 p. m. ET       | Parciales: 32–38, 27–33, 39–28, 42–28                       | Parciales: 32–38, 27–33, 39–28, 42–28 | Parciales: 32–38, 27–33, 39–28, 42–28                                      | |  |
|                     | Estadísticas Seth Curry 44 Lance Goulbourne 18 Seth Curry 7 | Reporte Pts Reb Asts                  | Estadísticas Terrence Williams 27 S. Williams, Hyman 8 Terrence Williams 7 | Pabellón: Kaiser Permanente Arena, Santa Cruz, California Asistencia: 2,000 espectadores Árbitros: * #37 Matt Myers - #25 Brett Nansel - #20 Sir Alllen Conner |  |

| 11 de abril de 2014 | Fort Wayne Mad Ants                                         | 97–96                                 | Reno Bighorns                                                 | |  |
| 5:00 p. m. ET       | Parciales: 21–25, 27–21, 23–25, 26–25                       | Parciales: 21–25, 27–21, 23–25, 26–25 | Parciales: 21–25, 27–21, 23–25, 26–25                         | |  |
|                     | Estadísticas Matt Bouldin 20 Sadiel Rojas 11 Matt Bouldin 5 | Reporte Pts Reb Asts                  | Estadísticas Mo Charlo 22 Willie Reed 9 Walker Russell, Jr. 8 | Pabellón: Reno Events Center, Reno, Nevada Asistencia: 1,586 espectadores Árbitros: * #30 Mitchell Ervin - #22 Tyler Ford - #53 Josue Nieves |  |

| 12 de abril de 2014 | Iowa Energy                                                            | 145–142                                           | Rio Grande Valley Vipers                                     | |  |
| 1:00 p. m. ET       | Parciales: 32–40, 30–29, 42–42, 37–30 (T.E.: 4-1)                      | Parciales: 32–40, 30–29, 42–42, 37–30 (T.E.: 4-1) | Parciales: 32–40, 30–29, 42–42, 37–30 (T.E.: 4-1)            | |  |
|                     | Estadísticas Patrick Christopher 34 Curtis Stinson 14 Curtis Stinson 8 | Reporte Pts Reb Asts                              | Estadísticas Darius Morris 51 Dario Hunt 14 Darius Morris 18 | Pabellón: Wells Fargo Arena, Des Moines, Iowa Asistencia: 3,236 espectadores Árbitros: * #66 Dedric Taylor - #60 Charles Watson - #67 Ray Acosta |  |

| 12 de abril de 2014 | Sioux Falls Skyforce                                           | 86–82                                 | Canton Charge                                                 | |  |
| 8:00 p. m. ET       | Parciales: 22–18, 24–26, 19–19, 21–19                          | Parciales: 22–18, 24–26, 19–19, 21–19 | Parciales: 22–18, 24–26, 19–19, 21–19                         | |  |
|                     | Estadísticas DeAndre Liggins 21 DeAndre Liggins 9 Tre Kelley 7 | Reporte Pts Reb Asts                  | Estadísticas Antoine Agudio 16 Arinze Onuaku 12 Will Cherry 4 | Pabellón: Sioux Falls Arena, Sioux Falls, South Dakota Asistencia: 2,374 espectadores Árbitros: * #57 Don Hudson - #48 Vladimir Voyard-Tadal - #54 Jason Goldenberg |  |

| 12 de abril de 2014 | Santa Cruz Warriors                                                   | 138–126                               | Los Angeles D-Fenders                                             | |  |  |
| 9:30 p. m. ET       | Parciales: 24–33, 40–25, 44–34, 30–34                                 | Parciales: 24–33, 40–25, 44–34, 30–34 | Parciales: 24–33, 40–25, 44–34, 30–34                             | |  |  |
|                     | Estadísticas Cameron Jones 33 Ognjen Kuzmić 18 Nwaelele, Goulbourne 5 | Reporte Pts Reb Asts                  | Estadísticas Brandon Costner 39 Shawne Williams 12 Josh Magette 7 | Pabellón: Toyota Sports Center, El Segundo, California Asistencia: 400 espectadores Árbitros: * #11 Lauren Holtkamp - #24 Deldre Carr - #47 Garrick Shannon Televisión: CBS Sports Network |  |  |
| Santa Cruz gana 2-0 |                                                                       |                                       |                                                                   | |  |  |
|                     |                                                                       |                                       |                                                                   | |  |  |

| 13 de abril de 2014 | Fort Wayne Mad Ants                                               | 115–93                                | Reno Bighorns                                                        | |  |  |
| 7:00 p. m. ET       | Parciales: 20–24, 30–22, 21–22, 44–25                             | Parciales: 20–24, 30–22, 21–22, 44–25 | Parciales: 20–24, 30–22, 21–22, 44–25                                | |  |  |
|                     | Estadísticas Tony Mitchell 21 Frisby, Ohlbrecht 11 Matt Bouldin 9 | Reporte Pts Reb Asts                  | Estadísticas Trent Lockett 20 Reed, B. Davis 8 Walker Russell, Jr. 4 | Pabellón: Allen County War Memorial Coliseum, Fort Wayne, Indiana Asistencia: 1,976 espectadores Árbitros: * #12 Scott Bolnick - #38 Greg Danridge - #39 CJ Washington |  |  |
| Fort Wayne gana 2-0 |                                                                   |                                       |                                                                      | |  |  |
|                     |                                                                   |                                       |                                                                      | |  |  |

| 14 de abril de 2014  | Sioux Falls Skyforce                                           | 105–98                                | Canton Charge                                                  | |  |  |
| 8:00 p. m. ET        | Parciales: 21–27, 24–20, 25–31, 35–20                          | Parciales: 21–27, 24–20, 25–31, 35–20 | Parciales: 21–27, 24–20, 25–31, 35–20                          | |  |  |
|                      | Estadísticas Tre Kelley 26 DeAndre Liggins 6 DeAndre Liggins 7 | Reporte Pts Reb Asts                  | Estadísticas Agudio, Cherry 21 Arinze Onuaku 14 Will Cherry 12 | Pabellón: Sioux Falls Arena, Sioux Falls, South Dakota Asistencia: 2,534 espectadores Árbitros: * #66 Dedric Taylor - #22 Tyler Ford - #26 Brett Nansel |  |  |
| Sioux Falls gana 2-1 |                                                                |                                       |                                                                | |  |  |
|                      |                                                                |                                       |                                                                | |  |  |

| 14 de abril de 2014        | Rio Grande Valley Vipers                                          | 131–126                               | Iowa Energy                                                         | |  |  |
| 8:00 p. m. ET              | Parciales: 32–32, 31–32, 35–29, 33–33                             | Parciales: 32–32, 31–32, 35–29, 33–33 | Parciales: 32–32, 31–32, 35–29, 33–33                               | |  |  |
|                            | Estadísticas Darius Morris 36 Covington, Hagins 9 Darius Morris 8 | Reporte Pts Reb Asts                  | Estadísticas Patrick Christopher 35 Moses Ehambe 9 Curtis Stinson 8 | Pabellón: Wells Fargo Arena, Des Moines, Iowa Asistencia: 4,637 espectadores Árbitros: * #57 Don Hudson - #30 Mitchell Ervin - #54 Jason Goldenberg |  |  |
| Rio Grande Valley gana 2-1 |                                                                   |                                       |                                                                     | |  |  |
|                            |                                                                   |                                       |                                                                     | |  |  |

### Semifinales
| 17 de abril de 2014 | Fort Wayne Mad Ants                                         | 113–111                               | Sioux Falls Skyforce                                          | |  |
| 8:00 p. m. ET       | Parciales: 24–28, 34–29, 21–34, 34–20                       | Parciales: 24–28, 34–29, 21–34, 34–20 | Parciales: 24–28, 34–29, 21–34, 34–20                         | |  |
|                     | Estadísticas Sadiel Rojas 20 Chris Porter 7 Tony Mitchell 7 | Reporte Pts Reb Asts                  | Estadísticas Henry Walker 24 DeAndre Liggins 13 Tre Kelley 10 | Pabellón: Sioux Falls Arena, Sioux Falls, South Dakota Asistencia: 2,701 espectadores Árbitros: * #33 Justin Van Duyne - #39 CJ Washington - #62 Jeff Wooten |  |

| 17 de abril de 2014 | Santa Cruz Warriors                                               | 135–104                               | Rio Grande Valley Vipers                                   | |  |
| 9:30 p. m. ET       | Parciales: 41–23, 32–29, 28–29, 34–23                             | Parciales: 41–23, 32–29, 28–29, 34–23 | Parciales: 41–23, 32–29, 28–29, 34–23                      | |  |
|                     | Estadísticas Cameron Jones 24 Ognjen Kuzmić 18 Lance Goulbourne 8 | Reporte Pts Reb Asts                  | Estadísticas Isaiah Canaan 25 Dario Hunt 9 Darius Morris 8 | Pabellón: Kaiser Permanente Arena, Santa Cruz, California Asistencia: 2,544 espectadores Árbitros: * #11 Lauren Holtkamp - #12 Scott Bolnick - #22 Tyler Ford Televisión: CBS Sports Network |  |

| 19 de abril de 2014 | Fort Wayne Mad Ants                                       | 126–118                               | Sioux Falls Skyforce                                    | |  |  |
| 7:30 p. m. ET       | Parciales: 36–20, 43–30, 16–30, 31–38                     | Parciales: 36–20, 43–30, 16–30, 31–38 | Parciales: 36–20, 43–30, 16–30, 31–38                   | |  |  |
|                     | Estadísticas Ron Howard 25 Sadiel Rojas 12 Matt Bouldin 8 | Reporte Pts Reb Asts                  | Estadísticas Craig Smith 20 Craig Smith 9 Tre Kelley 10 | Pabellón: Allen County War Memorial Coliseum, Fort Wayne, Indiana Asistencia: 2,812 espectadores Árbitros: * #30 Mitchell Ervin - #54 Jason Goldenberg - #20 Sir Allen Conner - #60 Charles Watson |  |  |
| Fort Wayne gana 2-0 |                                                           |                                       |                                                         | |  |  |
|                     |                                                           |                                       |                                                         | |  |  |

| 19 de abril de 2014 | Rio Grande Valley Vipers                                            | 136–113                               | Santa Cruz Warriors                                                 | |  |
| 8:00 p. m. ET       | Parciales: 28–28, 35–31, 37–20, 36–34                               | Parciales: 28–28, 35–31, 37–20, 36–34 | Parciales: 28–28, 35–31, 37–20, 36–34                               | |  |
|                     | Estadísticas Isaiah Canaan 43 Covington, Hagins 12 Darius Morris 10 | Reporte Pts Reb Asts                  | Estadísticas Mychel Thompson 22 Kevin Kotzur 10 C. Jones, Gardner 8 | Pabellón: State Farm Arena, Hidalgo, Texas Asistencia: 4,670 espectadores Árbitros: * #26 Brett Nansel - #39 CJ Washington - #66 Dedric Taylor Televisión: CBS Sports Network |  |

| 21 de abril de 2014 | Santa Cruz Warriors                                               | 147–128                               | Rio Grande Valley Vipers                                    | |  |  |
| 8:00 p. m. ET       | Parciales: 36–23, 37–38, 37–34, 37–33                             | Parciales: 36–23, 37–38, 37–34, 37–33 | Parciales: 36–23, 37–38, 37–34, 37–33                       | |  |  |
|                     | Estadísticas Lance Goulbourne 29 Lance Goulbourne 14 Seth Curry 8 | Reporte Pts Reb Asts                  | Estadísticas Isaiah Canaan 35 Tony Bishop 9 Darius Morris 6 | Pabellón: State Farm Arena, Hidalgo, Texas Asistencia: 4,123 espectadores Árbitros: * #57 Don Hudson - #33 Justin Van Duyne - #30 Mitchell Ervin - #39 CJ Washington Televisión: CBS Sports Network |  |  |
| Santa Cruz gana 2-1 |                                                                   |                                       |                                                             | |  |  |
|                     |                                                                   |                                       |                                                             | |  |  |

### Finales
| 24 de abril de 2014 | Fort Wayne Mad Ants                                        | 102–92                                | Santa Cruz Warriors                                                | |  |
| 9:30 p. m. ET       | Parciales: 31–23, 28–28, 15–22, 28–19                      | Parciales: 31–23, 28–28, 15–22, 28–19 | Parciales: 31–23, 28–28, 15–22, 28–19                              | |  |
|                     | Estadísticas Tony Mitchell 25 Sadiel Rojas 11 Ron Howard 8 | Reporte Pts Reb Asts                  | Estadísticas Cameron Jones 24 Lance Goulbourne 11 Curry, Gardner 3 | Pabellón: Kaiser Permanente Arena, Santa Cruz, California Asistencia: 2,544 espectadores Árbitros: * #11 Lauren Holtkamp - #39 CJ Washington - #66 Dedric Taylor Televisión: CBS Sports Network |  |

| 26 de abril de 2014 | Fort Wayne Mad Ants                                        | 119–113                               | Santa Cruz Warriors                                            | |  |  |
| 7:30 p. m. ET       | Parciales: 27–27, 38–21, 26–32, 28–33                      | Parciales: 27–27, 38–21, 26–32, 28–33 | Parciales: 27–27, 38–21, 26–32, 28–33                          | |  |  |
|                     | Estadísticas Tony Mitchell 32 Sadiel Rojas 10 Ron Howard 6 | Reporte Pts Reb Asts                  | Estadísticas Seth Curry 29 Lance Goulbourne 14 Cameron Jones 6 | Pabellón: Allen County War Memorial Coliseum, Fort Wayne, Indiana Asistencia: 4,719 espectadores Árbitros: * #33 Justin Van Duyne - #12 Scott Bolnick - #60 Charles Watson - #30 Mitchell Ervin Televisión: CBS Sports Network |  |  |
| Fort Wayne gana 2-0 |                                                            |                                       |                                                                | |  |  |
|                     |                                                            |                                       |                                                                | |  |  |

## Estadísticas
| Categoría               | Jugador           | Equipo                | Stat |
| ----------------------- | ----------------- | --------------------- | ---- |
| Puntos por partido      | Manny Harris      | Los Angeles D-Fenders | 31,6 |
| Rebotes por partido     | Ognjen Kuzmić     | Santa Cruz Warriors   | 11,7 |
| Asistencias por partido | Lewis Jackson     | Erie BayHawks         | 8,9  |
| Robos por partido       | DeAndre Liggins   | Sioux Falls Skyforce  | 2,6  |
| Tapones por partido     | Jarvis Varnado    | Iowa Energy           | 4,7  |
| TC%                     | Dallas Lauderdale | Idaho Stampede        | 67,5 |
| TL%                     | Ryan Kelly        | Los Angeles D-Fenders | 91,5 |
| 3FG%                    | Sammy Yeager      | Texas Legends         | 53,2 |

## Premios de la NBA D-League
- MVP de la temporada: Ron Howard, Fort Wayne Mad Ants y Othyus Jeffers, Iowa Energy
- Entrenador del Año: Conner Henry, Fort Wayne Mad Ants
- Rookie del año: Robert Covington, Rio Grande Valley Vipers
- Jugador defensivo del Año: DeAndre Liggins, Sioux Falls Skyforce
- Jugador más impactante: Ike Diogu, Bakersfield Jam
- Jugador más mejorado: Frank Gaines, Maine Red Claws
- Ejecutivo del Año: Jeff Potter, Fort Wayne Mad Ants
- Sportsmanship Award: Ron Howard, Fort Wayne Mad Ants

| - Mejor quinteto de la temporada - Ron Howard, Fort Wayne Mad Ants - Kevin Murphy, Idaho Stampede - Othyus Jeffers, Iowa Energy - Robert Covington, Rio Grande Valley Vipers - Justin Hamilton, Sioux Falls Skyforce | - 2º Mejor quinteto de la temporada - Jorge Gutiérrez, Canton Charge - DeAndre Liggins, Sioux Falls Skyforce - James Nunnally, Texas Legends - Chris Wright, Maine Red Claws - Hilton Armstrong, Santa Cruz Warriors | - 3.er Mejor quinteto de la temporada - Seth Curry, Santa Cruz Warriors - Troy Daniels, Rio Grande Valley Vipers - Tony Mitchell, Fort Wayne Mad Ants - Terrence Williams, Los Angeles D-Fenders - Arinze Onuaku, Canton Charge |

| - Mejor quinteto defensivo de la temporada - Jorge Gutiérrez, Canton Charge - DeAndre Liggins, Sioux Falls Skyforce - Othyus Jeffers, Iowa Energy - Mo Charlo, Reno Bighorns - Justin Hamilton, Sioux Falls Skyforce | - 2º Mejor quinteto defensivo de la temporada - Patrick Christopher, Iowa Energy - Sadiel Rojas, Fort Wayne Mad Ants - Chris Wright, Maine Red Claws - Willie Reed, Reno Bighorns - Hilton Armstrong, Santa Cruz Warriors | - 3.er Mejor quinteto defensivo de la temporada - Chris Babb, Maine Red Claws - Dee Bost, Idaho Stampede - Thanasīs Antetokounmpo, Delaware 87ers - Gilbert Brown, Canton Charge - Mickell Gladness, Reno Bighorns |

| - Mejor quinteto de rookies - Seth Curry, Santa Cruz Warriors - Frank Gaines, Maine Red Claws - Adonis Thomas, Springfield Armor - Robert Covington, Rio Grande Valley Vipers - Alex Oriakhi, Sioux Falls Skyforce | - 2º Mejor quinteto de rookies - Troy Daniels, Rio Grande Valley Vipers - P.J. Hairston, Texas Legends - James Southerland, Los Angeles D-Fenders - Grant Jerrett, Tulsa 66ers - Zeke Marshall, Maine Red Claws | - 3.er Mejor quinteto de rookies - Chris Babb, Maine Red Claws - Trey McKinney-Jones, Fort Wayne Mad Ants - Jackie Carmichael, Iowa Energy - C.J. Leslie, Idaho Stampede - Jordan Henriquez, Rio Grande Valley Vipers |